# Mario Deotto
Mario Deotto (Monfalcone, 22 marzo 1935 – Monfalcone, 14 luglio 2020) è stato un calciatore italiano, di ruolo centrocampista.

## Carriera
Proveniente dal  Monfalcone, dopo gli esordi con la squadra riserve della Lazio, con cui vinse il Campionato Cadetti nella stagione 1955-1956, a gennaio 1957 passò in prestito alla Salernitana dove giocò due campionati di Serie C. Nel 1958, dopo essere rientrato alla Lazio, a novembre riscattò la lista e passò alla Reggiana, con la cui maglia debuttò in Serie B.  Rimase alla  Reggiana per due stagioni e mezza, totalizzando 51 presenze e 5 reti.
A novembre 1960 si trasferì al Forlì, in Serie C, ed in seguito disputò altri campionati di terza serie con Pordenone e C.R.D.A. Monfalcone, dove terminò la sua carriera nel 1965.